# Нова Слобода (Бежецький район)
Нова Слобода (рос. Новая Слобода) — присілок в Бежецькому районі Тверської області Російської Федерації.
Населення становить 11 осіб. Входить до складу муніципального утворення Городищенське сільське поселення.

## Історія
Від 2005 року входить до складу муніципального утворення Городищенське сільське поселення.

## Населення
| 2008 | 2010 |
| ---- | ---- |
| 15   | ↘11  |